# Impasse des Deux-Anges
Impasse des Deux-Anges är en återvändsgata i Quartier Saint-Germain-des-Prés i Paris sjätte arrondissement. Gatan är uppkallad efter två änglastatyer (jämför franskans ange, "ängel"), vilka tidigare stod vid gatan. Impasse des Deux-Anges börjar vid Rue Saint-Benoît 6.

## Omgivningar
- Saint-Germain-des-Prés
- Rue Mazarine
- Rue Guénégaud
- Fontaine l'Embâcle
- Rue de Furstemberg
- Place de Furstemberg
- Les Deux Magots
- Café de Flore

## Bilder
| - Gatuskylt. - Saint-Germain-des-Prés. - Fontaine l'Embâcle. - Place de Furstemberg. |

## Kommunikationer
- Tunnelbana – linje  – Saint-Germain-des-Prés
- Busshållplats Saint-Germain-des-Prés – Paris bussnät

### Webbkällor
- ”Impasse des Deux-Anges”. Mairie de Paris. https://web.archive.org/web/20150910130715/http://www.v2asp.paris.fr/commun/v2asp/v2/nomenclature_voies/Voieactu/2774.nom.htm. Läst 26 oktober 2023.
- ”Impasse des Deux-Anges”. Les rues de Paris. https://web.archive.org/web/20190729183456/http://www.parisrues.com/rues06/paris-06-impasse-des-deux-anges.html. Läst 26 oktober 2023.